# Wegekreuze in Lösnich
Einige der Wege- und Flurkreuze im Moselort Lösnich im Kreis-Bernkastel-Wittlich zählen zu den Kulturdenkmälern in Rheinland-Pfalz. Sie gehen zurück bis ins 17. Jahrhundert.

## Geschichte
Wege- oder Flurkreuze aus Buntsandstein finden sich immer wieder im moselländischen Raum. Sie wurden aufgestellt aus besonderen Anlässen und stellten so den Dank an Gott für überstandene Kriege oder Seuchen dar, oder sie wurden gestiftet und errichtet wegen der Errettung aus einer besonderen Notlage oder zur Abwendung von Wetterkatastrophen.
Während der französischen Besetzung (1794–1814) sind in hiesiger Gegend auch viele Kreuze zerstört worden, da sie hier im Zuge der Säkularisation verboten wurden.
Auch die im Lösnicher Pfarrgarten umherliegenden Bruchstücke eines Sandsteinkreuzes könnten noch Zeuge dieses Treibens sein.

### Wegekreuz an der ehemaligen Volksschule
In Lösnich selbst sind noch mehrere dieser Kreuze erhalten. Am Ortseingang an der ehemaligen Lösnicher Schule befindet sich rechts neben dem Eingang der Wohnung an der Außenmauer das 2011 wieder mit einem neuen Anstrich versehene Kreuz aus dem Jahre 1659. Die Inschrift in Großbuchstaben ist noch gut lesbar und lautet: „Dies Kreutz zur Ehre Gottes Ufricht lassen Joh. Math. Baur und Barbara Leutz v. Erden“. Über der Inschrift ist die Hausmarke des Errichters Johann Matthias Baur, eine Wolfsangel mit mehreren Beistrichen angebracht.

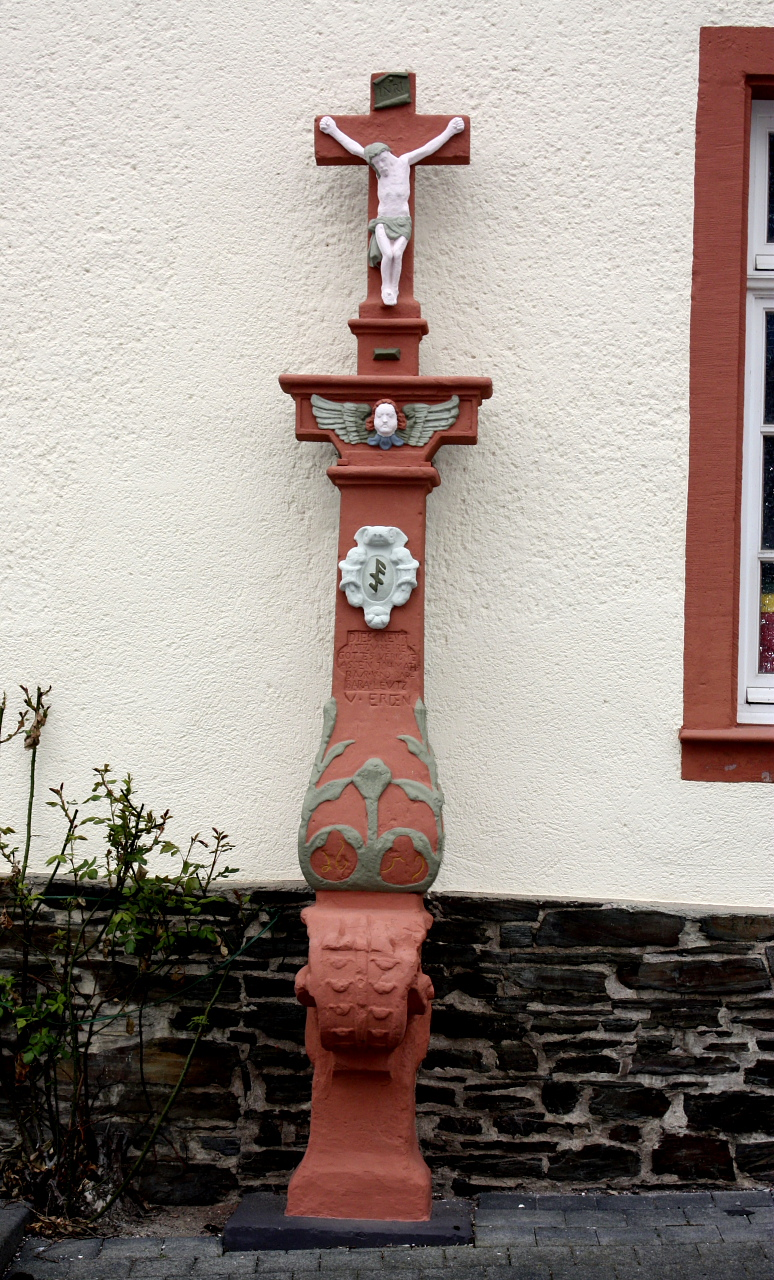
Wegekreuz von 1659 an der ehemaligen Lösnicher Schule

### Wegekreuz in der Dorfmitte
Ein weiterer Kreuzigungsbildstock befindet sich in der Dorfmitte gelegen am Haus Nr. 50, bezeichnet mit der Jahreszahl 1721. Die Inschrift lautet: „Dises Creutz steet af Erden das Gott sol gelobet und geprisen werden.“ In seiner schmucken Ausstattung zeigt es unter dem Gekreuzigten, umgeben von sieben Schwertern, die schmerzhafte Mutter Maria mit dem Leichnam Christi. Darunter eine Abbildung des Kirchenpatrons St. Vitus im Kessel siedenden Öls. Über den Stifter ist nichts weiter bekannt.

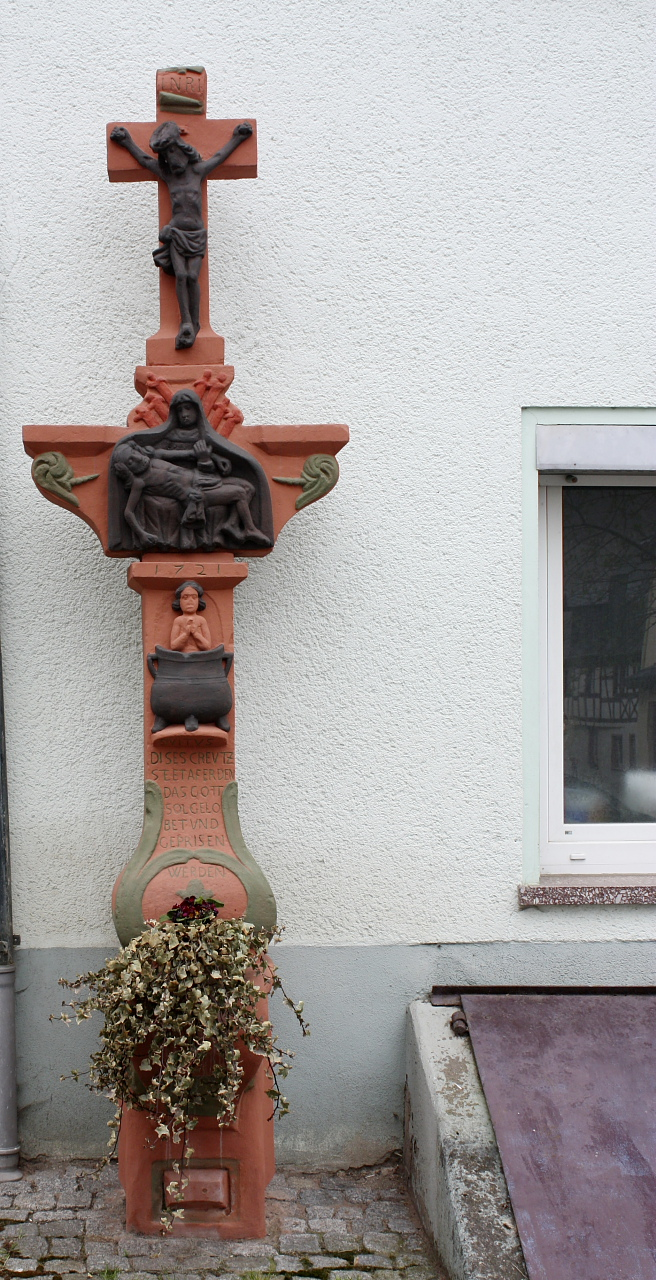
Wegekreuz von 1721 in Dorfmitte

### Wegekreuz auf der anderen Moselseite
Außerhalb des Ortes auf der gegenüberliegenden Moselseite findet sich ein Wegekreuz am Rande der Weinberge. Die Errichtung ist datiert auf 1701. Die Inschrift lautet: „Dis Creutz hat zur Ehren Gotes versprochen vor seinem Endt Thomas Jacob Iungesel aus Lohsenich und aufgericht worden im Iahre 1701.“ Unter dem Gekreuzigten ist die Gottesmutter mit dem Leichnam Christi dargestellt.
Vor dem Bau der Moselbrücke Erden-Lösnich befand sich das Kreuz in alten Fährhaus am Fährkopf. Nach Einstellung des Fährbetriebes und dem späteren Abriss des Fährhauses wegen Höherlegung der Bundesstraße 53 im Rahmen des Flurbereinigungsverfahrens ist das Kreuz an die heutige  Stelle versetzt worden. 2001 wurde das Kreuz restauriert und dabei mittlerweile beschädigte und zum Teil gestohlene Figuren ersetzt.

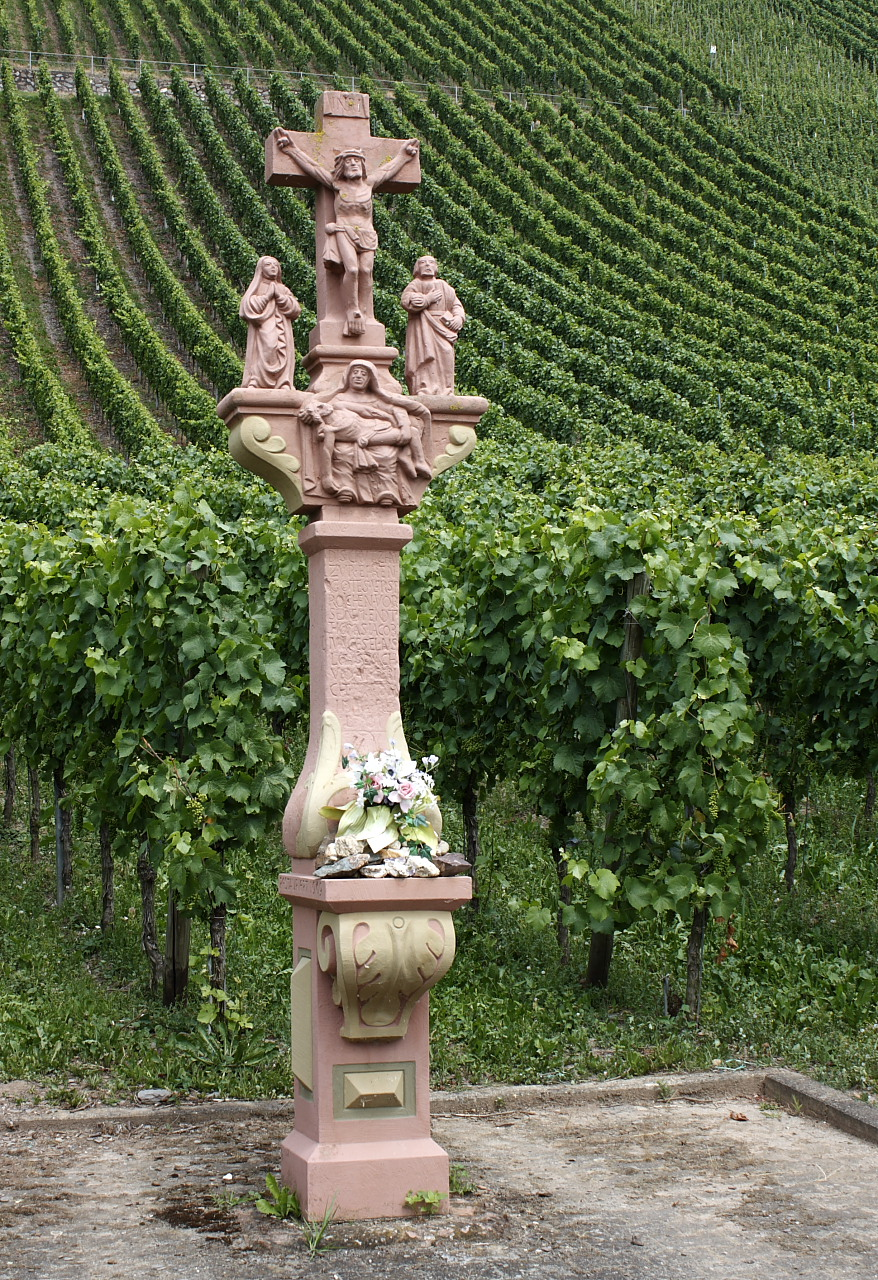
Wegekreuz von 1701 im Lösnicher Weinberg auf der gegenüberliegenden Moselseite.
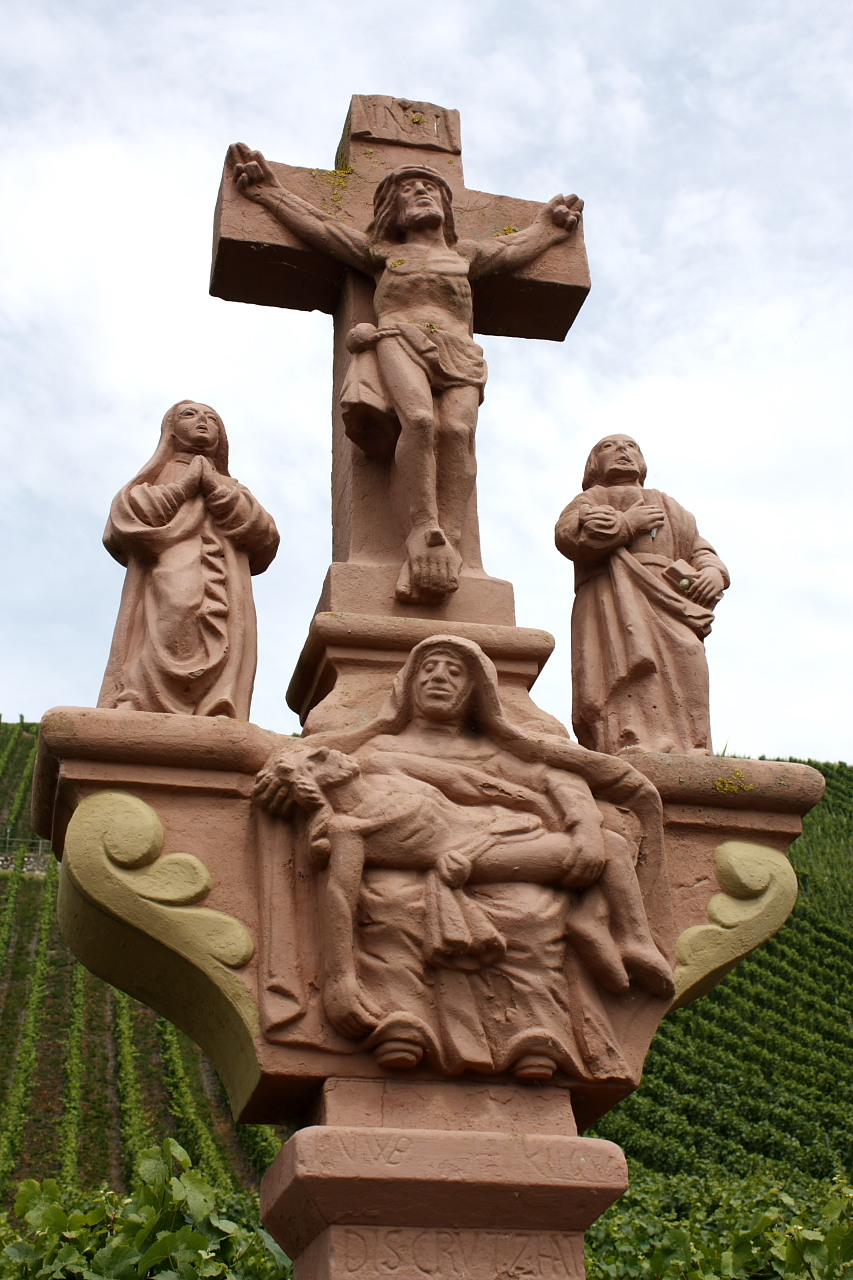
Figurengruppe des Wegekreuzes von 1701 auf der gegenüberliegenden Moselseite.

### Missionskreuz auf dem Friedhof
Zum bergseitigen Ausgang des Lösnicher Kirchhofs steht ein schlichtes Sandsteinkreuz mit Fegefeuermotiv und der eingemeißelten Widmung „CRUX MISIONIS“. Das Errichtungsdatum ist nicht bekannt. Zur Glaubenserneuerung der christlichen Bevölkerung wurde  von der Kirche Mitte des 19. Jahrhunderts verstärkt das Mittel der Volks- oder Gemeindesmission eingesetzt. Besonders dafür ausgebildete Priester- und Ordensleute hielten dazu vor Ort besondere Predigten und Glaubensgespräche. Das Kreuz ist vermutlich in Erinnerung an eine dieser Missionen aufgestellt worden.

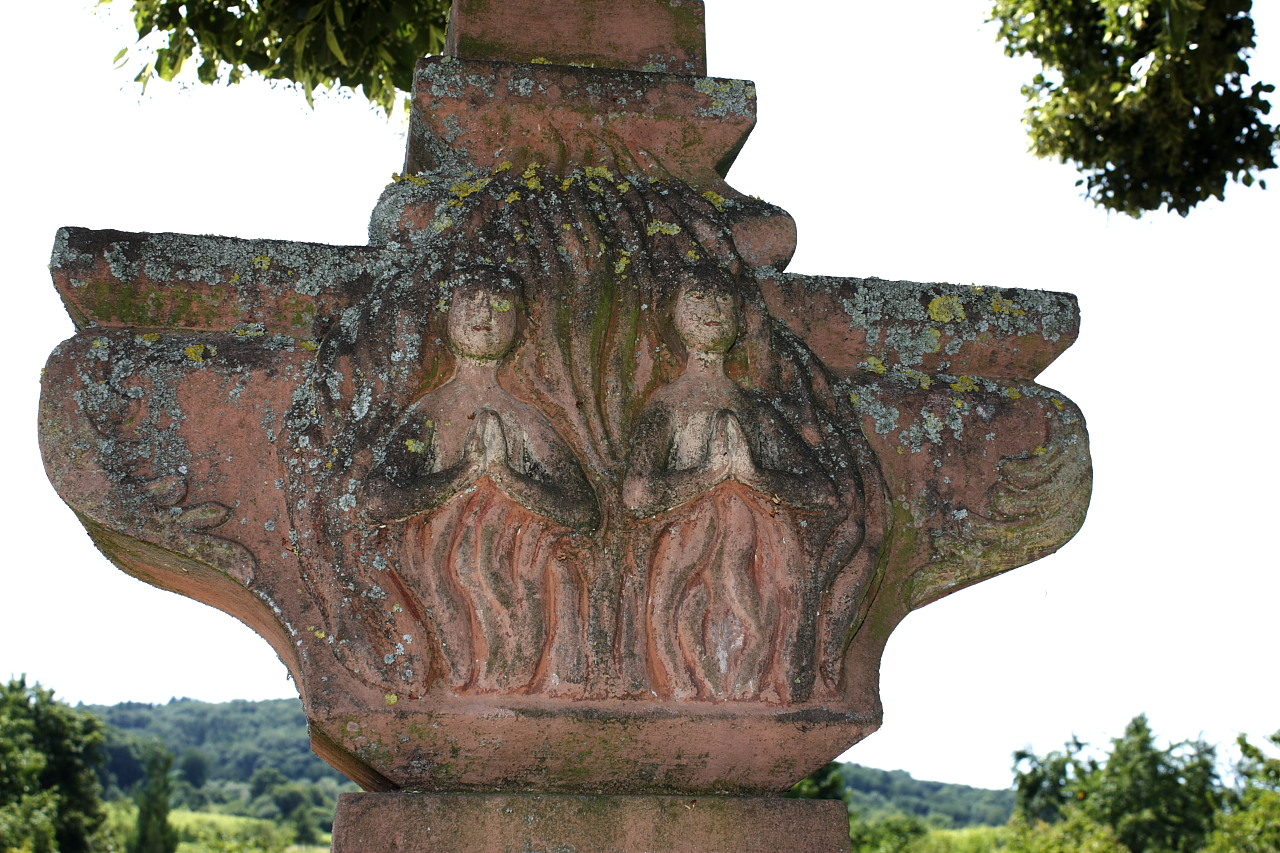
Missionskreuz auf dem Lösnicher Friedhof mit Fegefeuermotiv.
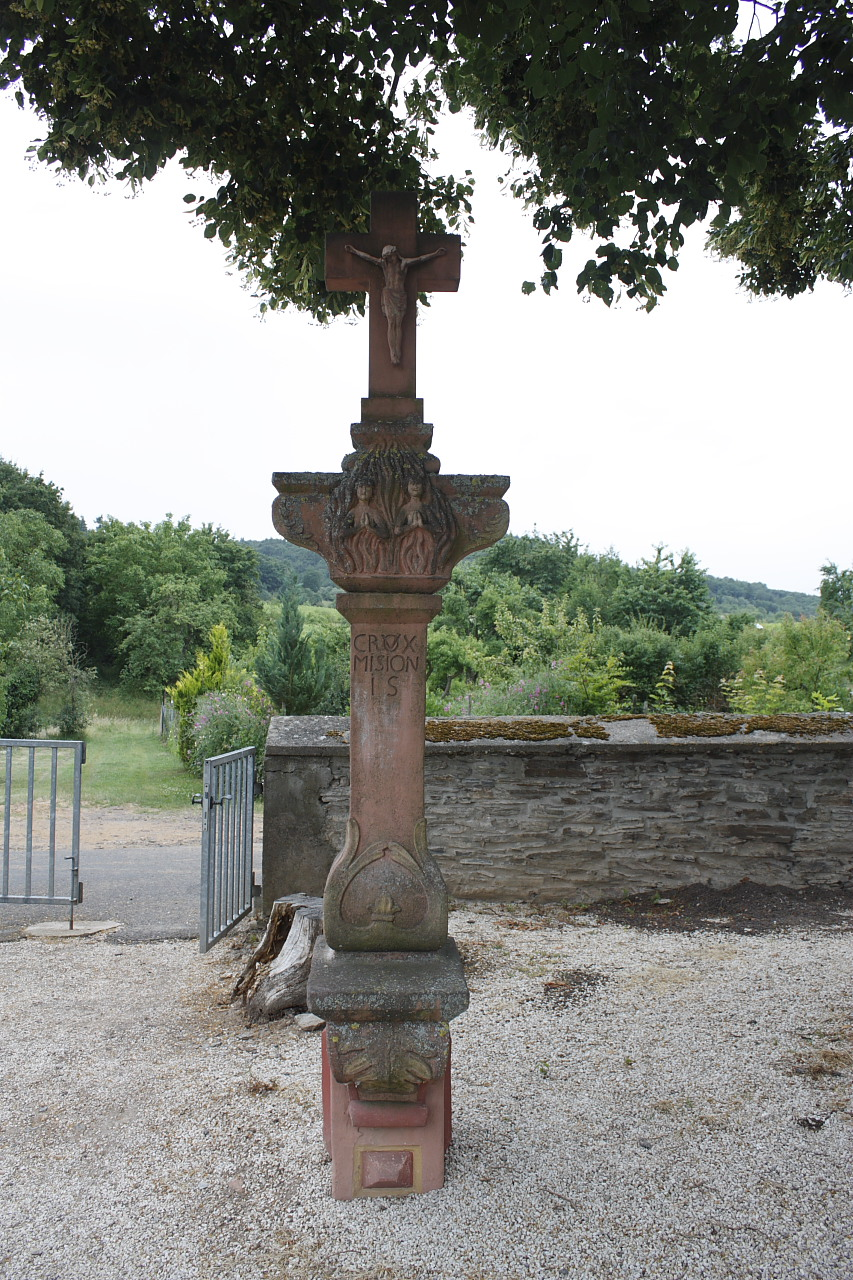
Altes Missionskreuz auf dem Lösnicher Friedhof ohne Jahresangabe.

### Flurkreuz am „Räubergeschell“
Dieses schlichte kleine Kreuz aus Buntsandstein steht im Waldgelände nahe dem Fußweg zur Hubertusquelle und trägt die Jahreszahl 1638. Sein Entstehungsdatum fällt in die Zeit des Dreißigjährigen Krieges (1618–1648). Über den Grund der Errichtung ist nichts weiter bekannt. Es könnte an einen Unfall erinnern oder auch ein sogenanntes Pestkreuz sein. Zur Aufstellungszeit wird auch von Pestfällen im Moselgebiet berichtet.

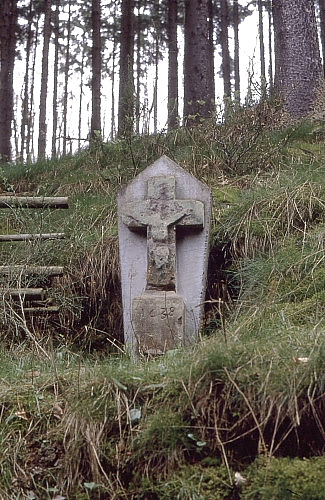
Flurkreuz von 1638 im Lösnicher Wald um 1980.
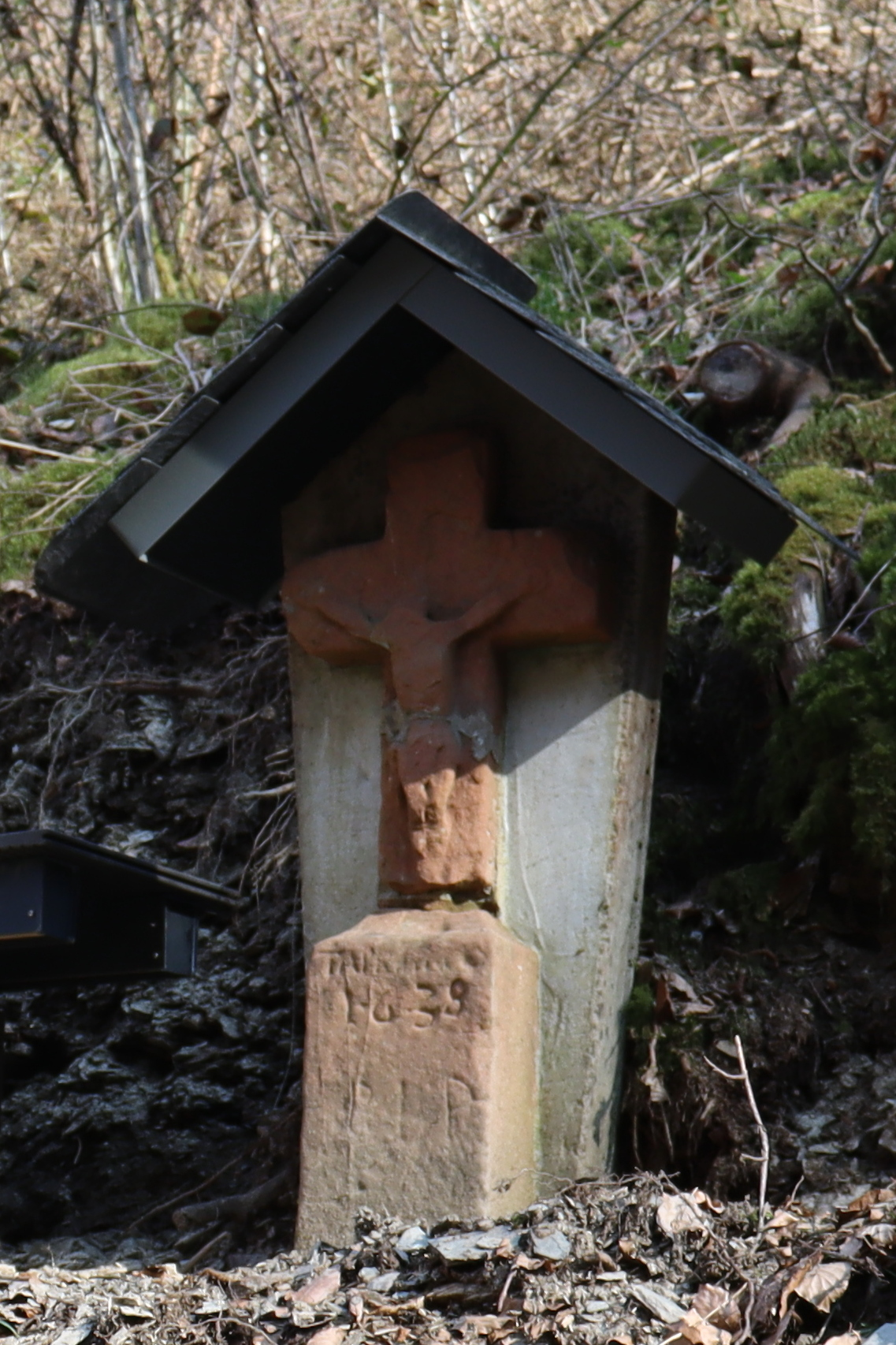
Sandsteinkreuz am Räubergeschell im Lösnicher Wald 2022.
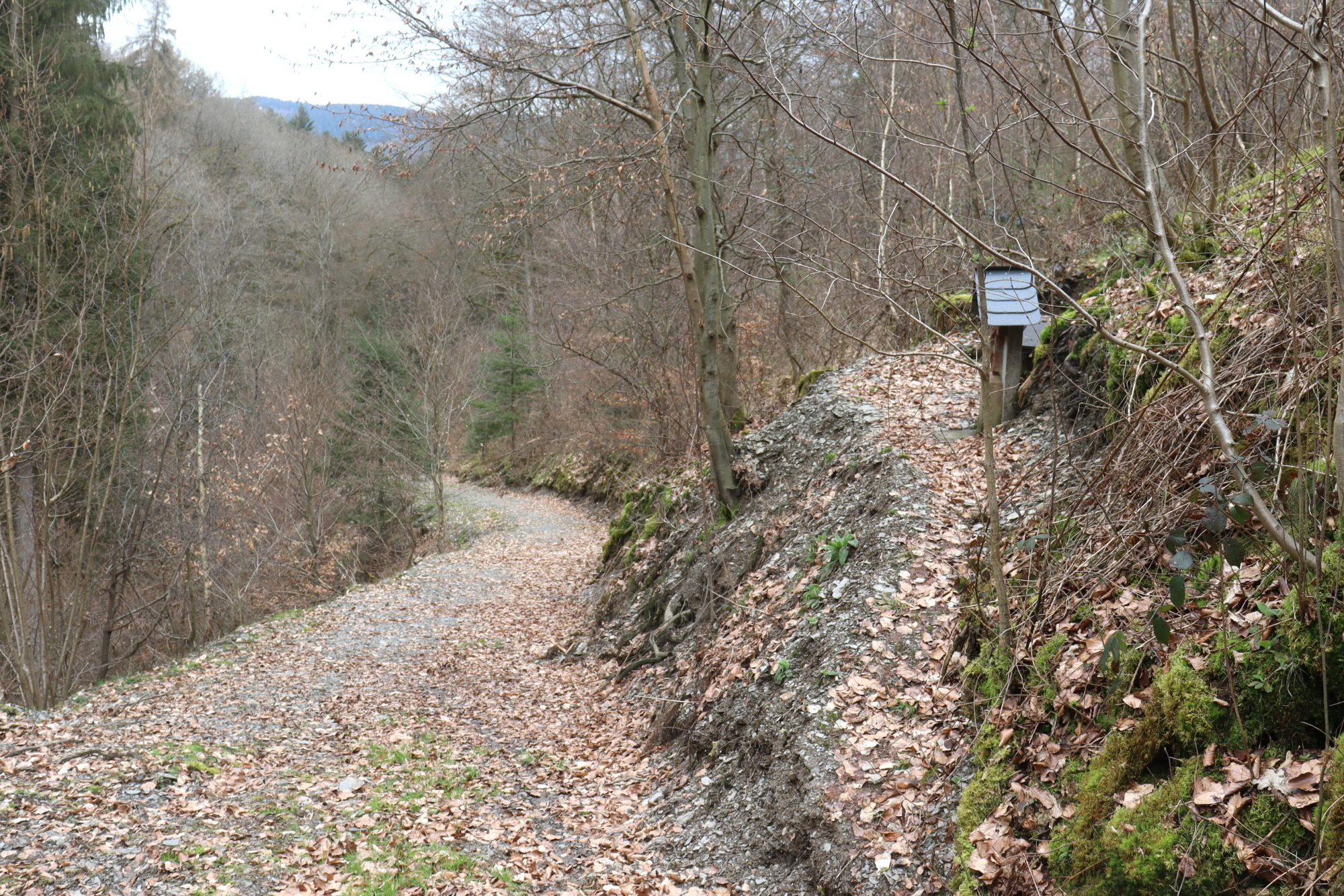
Ortslage Sandsteinkreuz am Räubergeschell an der oberen Böngertsbach 2023.

### Flurkreuz im Burgbüsch
Dieses schlichte schwarze Kreuz ohne Widmung mitten im Waldgelände im Flurbereich Burgbüsch war Anfang der 1980er Jahre noch vorhanden. 2014 wurde es nicht mehr aufgefunden. Über Aufsteller und Motiv ist nichts weiter bekannt.

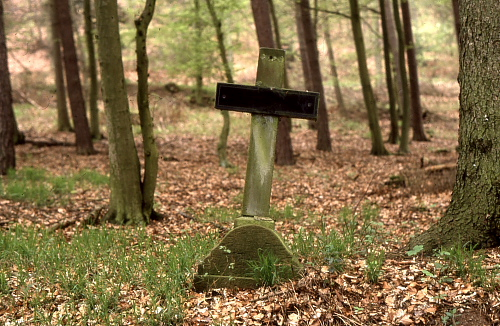
Altes Flurkreuz mitten im Lösnicher Wald „Burgbüsch“, das Anfang 1980 noch vorhanden war

### Kreuz im Gemeindeflur in der Lust
Im Lösnicher Flur in der Lust rechts der Mosel steht integriert in eine ehemalige Weinbergsmauer ein altes Flurkreuz mit der Inschrift „Gott segne unsere Arbeit“. Eine schwarze Steinplatte mit der genannten Inschrift wird geziert mit der Abbildung eines schlanken Kreuzes mit einem kleinen Ährenbündel und einer Weintraube. Das Alter des Kreuzes ist nicht bekannt. Die Weinberge oberhalb des Weinbergsmauer werden mittlerweile nicht mehr bewirtschaftet.

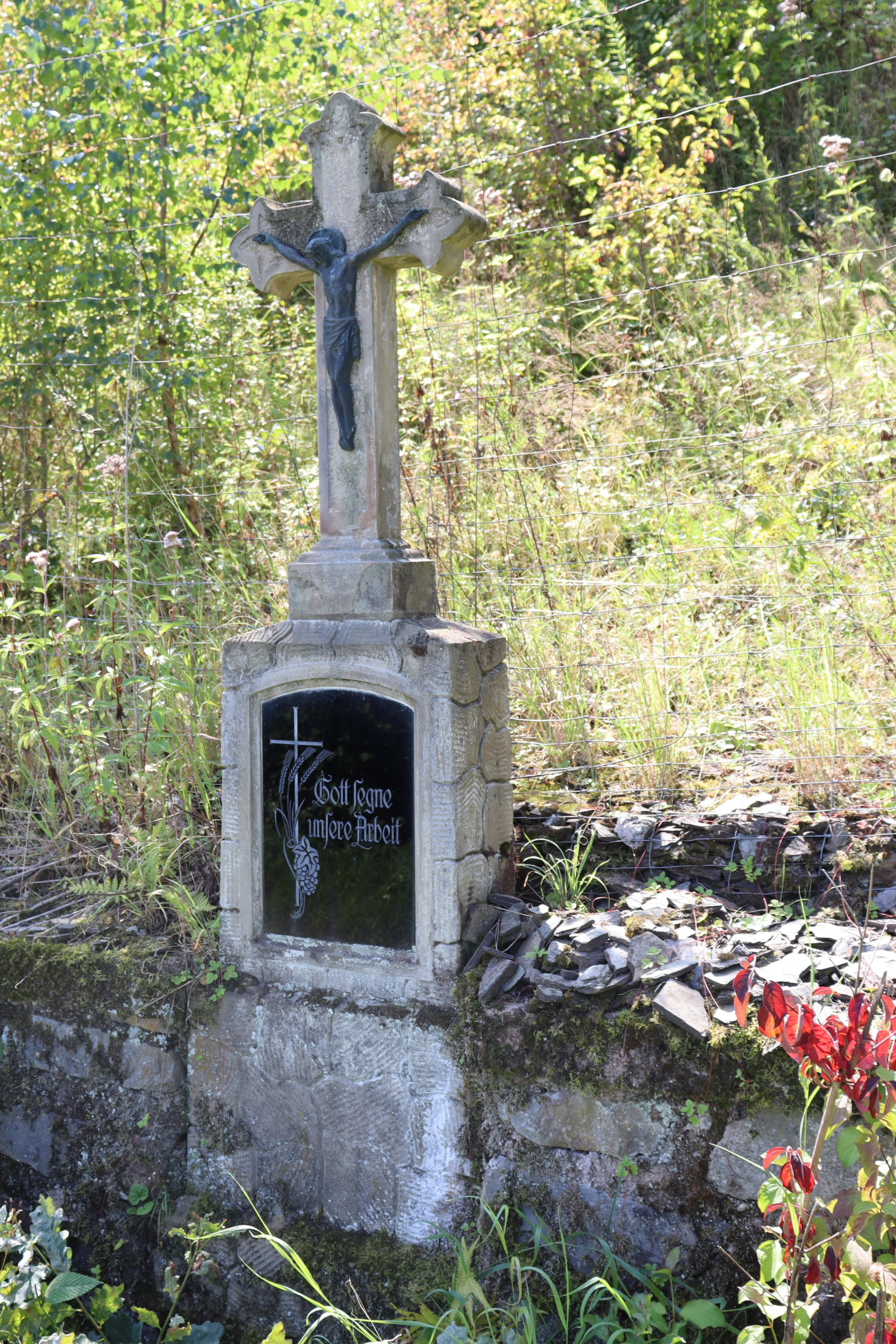
Flurkreuz in der Lust in Loesnich
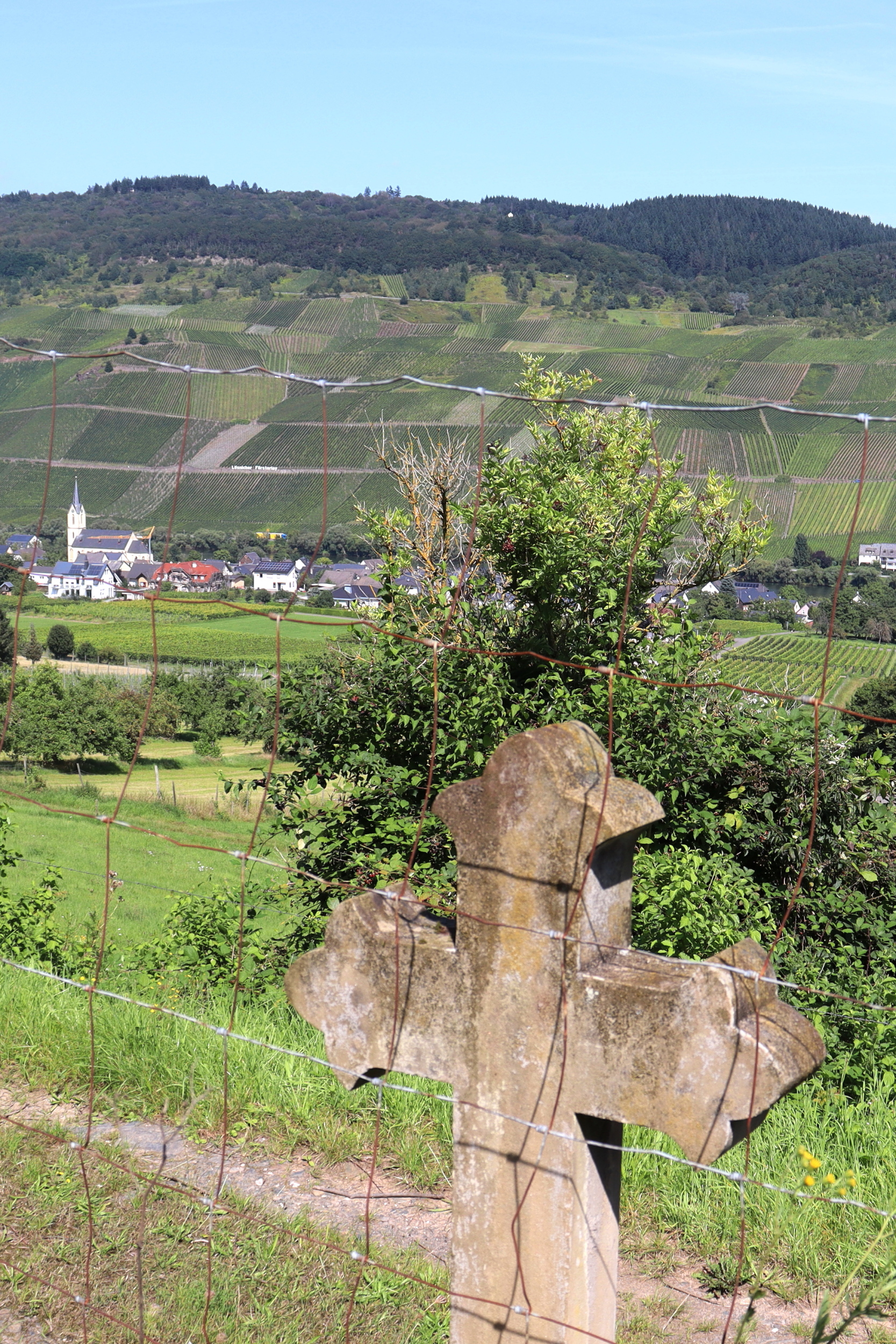
Flurkreuz in der Lösnicher Gemarkung in der Lust mit Blick Richtung Lösnich.
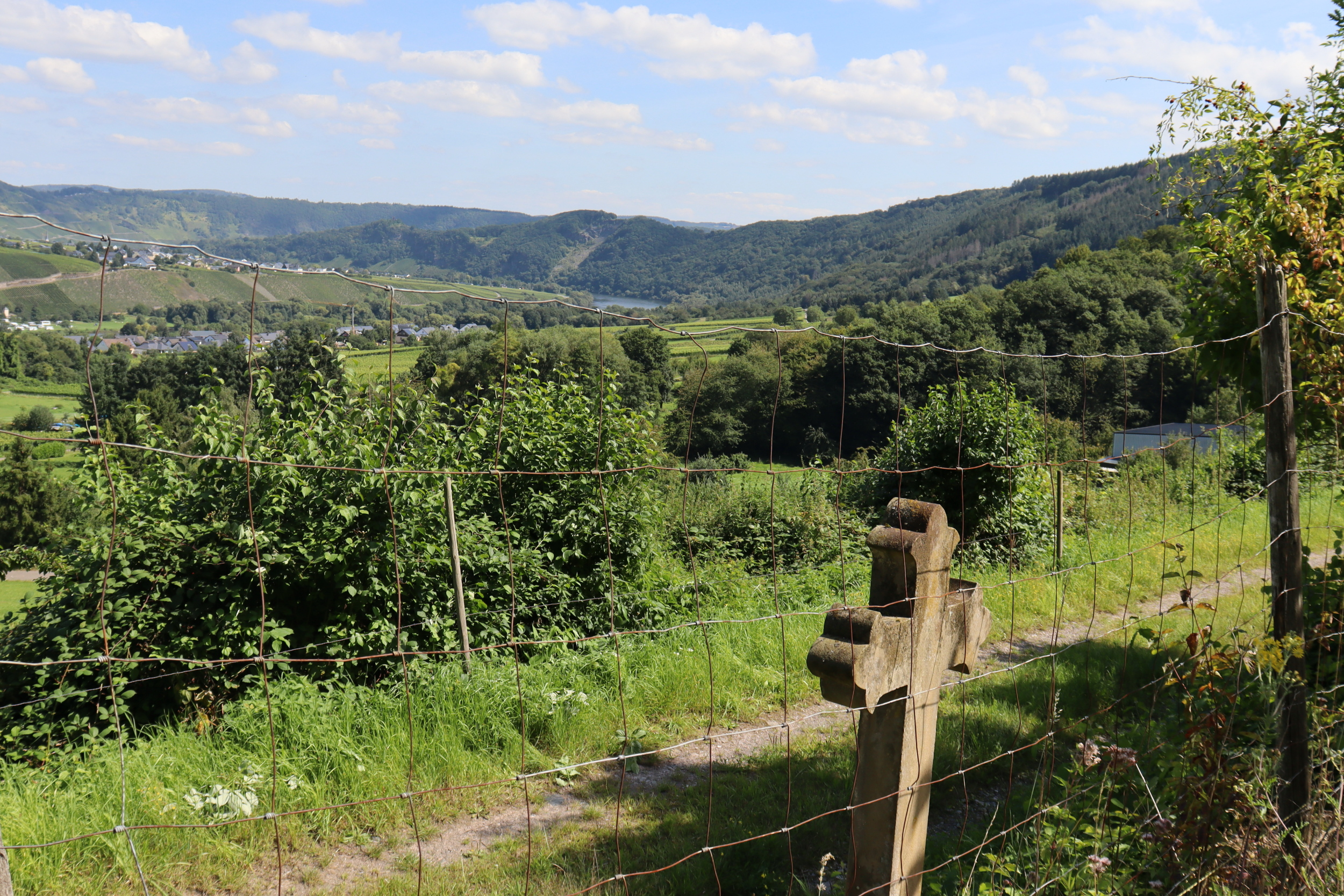
Flurkreuz in der Lust in Loesnich mit Blick ins Moseltal Richtung Wolfer Kloster.

### Wegekreuz an der Pfarrkirche St. Vitus
Einige Jahre vor 1928 wurde an der Dorfstraße bei der 1879 neuerbauten Pfarrkirche ein Wegekreuz beim Heueinfahren zertrümmert. Es zeigte neben dem Bild des Gekreuzigten das Bild des Hl. Nikolaus. Die Inschrift lautete: Dieses Kreuz haben zu ehren Gottes aufrichten lassen Nicolaus Schmitges Erben 1727. Vermutlich stammen noch vorhandene Bruchstücke eines Wegekreuzes im ehemaligen Pfarrhausgarten von diesem Kreuz.

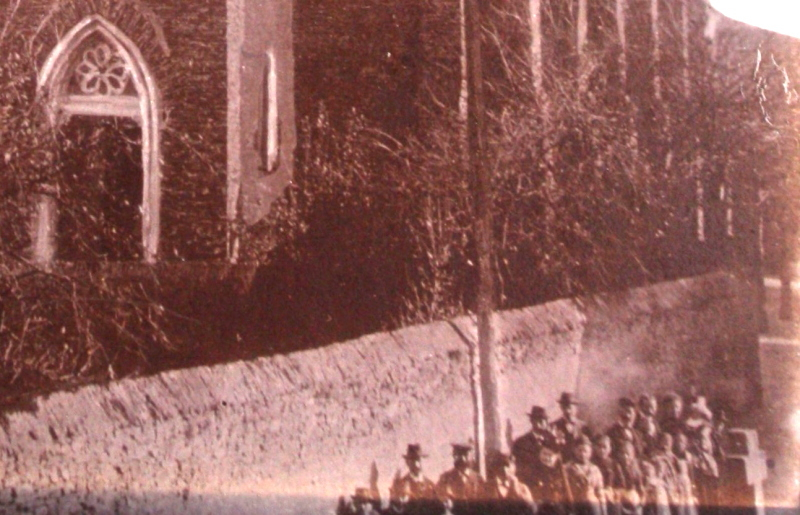
Aufnahme von 1883 mit dem noch erhaltenen Wegekreuz von 1727 unweit der Pfarrkirche.

### Wegekreuz im Pfarrgarten
Im Garten des alten Pfarrhauses an der Fährstraße befanden sich 1981 noch Reste eines bereits zerstörten Sandsteinkreuzes.
Laut Inschrift war das Kreuz 1727 von den Erben des Nikolaus Schmitges errichtet worden.

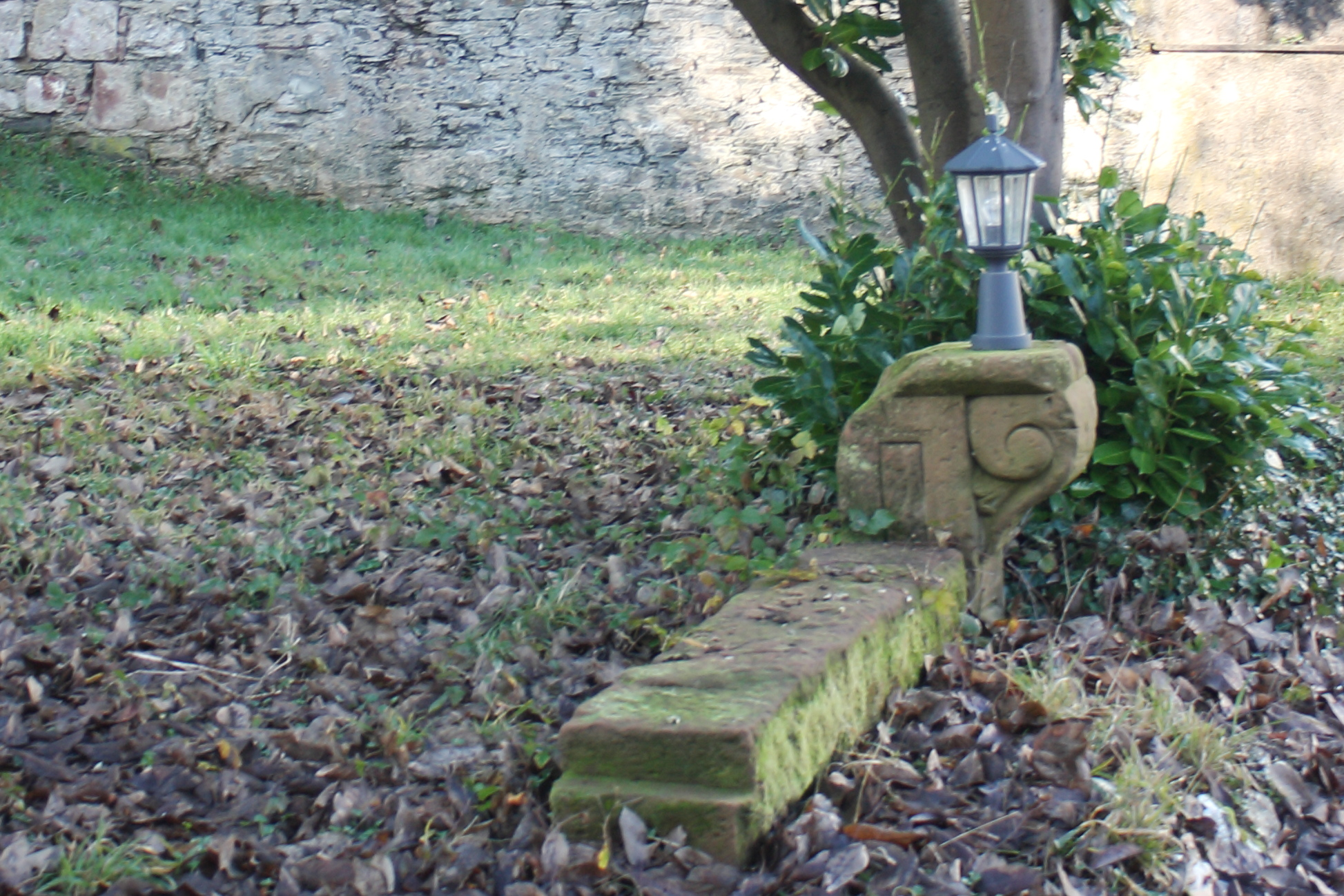
Bruchstücke eines alten Wegekreuzes im ehemaligen Pfarrgarten Lösnich